# Campeonato Mundial de Atletismo Júnior de 2012 - 110 m com barreiras masculino
A prova dos 110 metros com barreiras masculino do Campeonato Mundial de Atletismo Júnior de 2012 ocorreu entre os dias 10 e 12 de julho em Barcelona, na Espanha. 

## Recordes
Antes desta competição, os recordes mundiais e do campeonato nesta prova eram os seguintes:
|     | Nome        | Nacionalidade  | Tempo | Local         | Data                 |
| --- | ----------- | -------------- | ----- | ------------- | -------------------- |
| WJR | Wayne Davis | Estados Unidos | 13.08 | Port of Spain | 31 de julho de 2009  |
| CR  | Artur Noga  | Polónia        | 13.23 | Pequim        | 20 de agosto de 2006 |

Os seguintes recordes mundiais ou do campeonato foram estabelecidos durante esta competição: 
| Data        | Evento | Nome                  | Nacionalidade | Tempo | Notas                 |
| ----------- | ------ | --------------------- | ------------- | ----- | --------------------- |
| 12 de julho | Final  | Yordan Luis O'Farrill | Cuba          | 13.18 | Recorde do campeonato |

## Medalhistas
| Ouro                        | Prata                | Bronze                |
| Yordan Luis O'Farrill (CUB) | Nicholas Hough (AUS) | Wilhem Belocian (FRA) |

## Cronograma
Todos os horários são locais (UTC+1).
| Data        | Hora  | Evento        |
| ----------- | ----- | ------------- |
| 10 de julho | 11:35 | Eliminatórias |
| 11 de julho | 18:30 | Semifinal     |
| 12 de julho | 20:20 | Final         |

## Resultados

### Eliminatórias
Qualificação: Os 2 primeiros de cada bateria (Q) e os 8 tempos mais rápidos (q). 
| Posição | Bateria | Raia | Atleta                    | Nacionalidade     | Tempo | Notas           |
| ------- | ------- | ---- | ------------------------- | ----------------- | ----- | --------------- |
| 1       | 3       | 2    | Yordan O'Farrill          | Cuba              | 13.44 | Q               |
| 2       | 1       | 2    | Nicholas Hough            | Austrália         | 13.51 | Q               |
| 3       | 6       | 8    | Wilhem Belocian           | França            | 13.63 | Q,              |
| 4       | 5       | 2    | James Gladman             | Reino Unido       | 13.69 | Q               |
| 5       | 6       | 4    | Jussi Kanervo             | Finlândia         | 13.73 | Q               |
| 6       | 8       | 8    | Dondre Echols             | Estados Unidos    | 13.74 | Q               |
| 7       | 4       | 8    | Shinya Tanaka             | Japão             | 13.77 | Q,              |
| 7       | 7       | 4    | Pengfei Chu               | China             | 13.77 | Q               |
| 9       | 3       | 8    | Brahian Peña              | Espanha           | 13.79 | Q               |
| 10      | 4       | 4    | Stefan Fennell            | Jamaica           | 13.81 | Q               |
| 11      | 4       | 3    | Yun-Yin Cheng             | Taipé Chinesa     | 13.82 | q               |
| 11      | 6       | 6    | Calvin Arsenault          | Canadá            | 13.82 | q,              |
| 13      | 1       | 5    | Elmo Lakka                | Finlândia         | 13.84 | Q               |
| 14      | 8       | 2    | Yanick Hart               | Jamaica           | 13.87 | Q               |
| 15      | 6       | 3    | Lucas Carvalho            | Brasil            | 13.89 | q               |
| 16      | 7       | 7    | Máté Gönczöl              | Hungria           | 13.89 | Q               |
| 17      | 7       | 8    | Kirill Nevdakh            | Rússia            | 13.89 | q               |
| 18      | 5       | 5    | Supun Viraj Randeniya     | Sri Lanka         | 13.90 | Q, NJR          |
| 19      | 1       | 3    | Ruebin Walters            | Trinidad e Tobago | 13.92 | q,              |
| 19      | 3       | 6    | Yaqoub Mohamed Al-Youha   | Kuwait            | 13.92 | q               |
| 19      | 8       | 7    | Lorenzo Perini            | Itália            | 13.92 | q               |
| 22      | 2       | 5    | Jonas Christen            | Alemanha          | 13.94 | Q               |
| 23      | 6       | 5    | Kittipong Kongdee         | Tailândia         | 13.94 | q               |
| 24      | 5       | 3    | Sebastian Barth           | Alemanha          | 13.97 |                 |
| 25      | 4       | 2    | César Ramírez             | México            | 14.01 |                 |
| 26      | 3       | 3    | Lorenzo Vergani           | Itália            | 14.03 |                 |
| 27      | 2       | 7    | Grzegorz Szade            | Polónia           | 14.04 | Q               |
| 27      | 2       | 6    | Joshua Thompson           | Estados Unidos    | 14.04 | Q               |
| 29      | 3       | 5    | Shunya Takayama           | Japão             | 14.06 | PB              |
| 30      | 1       | 8    | Filip Drozdowski          | Polónia           | 14.09 |                 |
| 31      | 5       | 7    | Moussa Mohamed Al-Sabyani | Arábia Saudita    | 14.13 |                 |
| 32      | 5       | 8    | Rio Maholtra              | Indonésia         | 14.16 |                 |
| 33      | 8       | 3    | José Chorro               | El Salvador       | 14.17 |                 |
| 34      | 8       | 5    | Sebastian Kapferer        | Áustria           | 14.21 |                 |
| 35      | 1       | 6    | Moriel Pitt               | Bahamas           | 14.25 |                 |
| 36      | 3       | 7    | Maor Szeged               | Israel            | 14.28 |                 |
| 37      | 6       | 7    | Tre Adderley              | Bahamas           | 14.29 |                 |
| 38      | 2       | 4    | Diego Lyon                | Chile             | 14.31 |                 |
| 38      | 5       | 4    | David Franco              | Venezuela         | 14.31 |                 |
| 40      | 2       | 3    | Valdó Szücs               | Hungria           | 14.32 |                 |
| 40      | 1       | 7    | Javier Colomo             | Espanha           | 14.32 |                 |
| 40      | 8       | 6    | Marc Jose                 | Espanha           | 14.32 |                 |
| 43      | 6       | 2    | Can Yildirim              | Turquia           | 14.36 |                 |
| 44      | 4       | 6    | Ching Yeung Mui           | Hong Kong         | 14.38 |                 |
| 44      | 5       | 6    | Facundo Andrada           | Argentina         | 14.38 |                 |
| 46      | 4       | 5    | Gabriel Slythe-Léveillé   | Canadá            | 14.40 |                 |
| 46      | 7       | 2    | Rami Gharsali             | Tunísia           | 14.40 |                 |
| 48      | 8       | 4    | Angus Julies              | África do Sul     | 14.41 |                 |
| 49      | 3       | 4    | Zlatko Lefterov           | Bulgária          | 14.42 |                 |
| 49      | 7       | 6    | Nader Ahmed Al-Haydar     | Arábia Saudita    | 14.42 |                 |
| 51      | 7       | 5    | Vitali Parakhonka         | Bielorrússia      | 14.47 |                 |
| 52      | 2       | 8    | Stanislav Ostanin         | Cazaquistão       | 14.84 |                 |
| 53      | 4       | 9    | FC Pieterse               | Namíbia           | 14.93 |                 |
| 54      | 6       | 9    | Xaysa Anousone            | Laos              | 14.94 | Recorde pessoal |
| 55      | 2       | 2    | Djanny Kina Sielele       | França            | 14.98 |                 |
| 56      | 1       | 4    | Patricio Colarte          | Chile             | 15.89 |                 |
|         | 4       | 7    | Martins Ogierakhi         | Nigéria           | DNS   |                 |
|         | 7       | 3    | Ahmed Keswani             | Jordânia          | DNS   |                 |

### Semifinal
Qualificação: Os 2 primeiros de cada bateria (Q) e os 2 tempos mais rápidos (q). 
| Posição | Bateria | Raia | Atleta                  | Nacionalidade     | Tempo | Notas           |
| ------- | ------- | ---- | ----------------------- | ----------------- | ----- | --------------- |
| 1       | 2       | 4    | Yordan O'Farrill        | Cuba              | 13.28 | Q               |
| 2       | 3       | 6    | Wilhem Belocian         | França            | 13.30 | Q, NJR          |
| 3       | 3       | 7    | James Gladman           | Reino Unido       | 13.37 | Q               |
| 4       | 1       | 6    | Nicholas Hough          | Austrália         | 13.49 | Q               |
| 5       | 2       | 6    | Shinya Tanaka           | Japão             | 13.61 | Q,              |
| 6       | 3       | 4    | Jussi Kanervo           | Finlândia         | 13.61 | q, NJR          |
| 7       | 2       | 7    | Pengfei Chu             | China             | 13.62 | q               |
| 8       | 1       | 7    | Dondre Echols           | Estados Unidos    | 13.71 | Q               |
| 9       | 3       | 8    | Joshua Thompson         | Estados Unidos    | 13.71 |                 |
| 10      | 3       | 3    | Ruebin Walters          | Trinidad e Tobago | 13.73 | Recorde pessoal |
| 11      | 2       | 8    | Yun-Yin Cheng           | Taipé Chinesa     | 13.73 |                 |
| 12      | 2       | 5    | Elmo Lakka              | Finlândia         | 13.74 |                 |
| 13      | 2       | 9    | Yanick Hart             | Jamaica           | 13.76 |                 |
| 14      | 1       | 4    | Jonas Christen          | Alemanha          | 13.76 |                 |
| 15      | 2       | 2    | Calvin Arsenault        | Canadá            | 13.84 |                 |
| 16      | 1       | 3    | Kirill Nevdakh          | Rússia            | 13.85 |                 |
| 17      | 1       | 9    | Máté Gönczöl            | Hungria           | 13.87 |                 |
| 18      | 3       | 5    | Brahian Peña            | Espanha           | 13.90 |                 |
| 19      | 1       | 2    | Yaqoub Mohamed Al-Youha | Kuwait            | 13.91 |                 |
| 20      | 3       | 3    | Lucas Carvalho          | Brasil            | 13.93 |                 |
| 21      | 1       | 8    | Grzegorz Szade          | Polónia           | 14.05 |                 |
| 22      | 2       | 3    | Lorenzo Perini          | Itália            | 15.07 |                 |
| –       | 1       | 5    | Stefan Fennell          | Jamaica           | –     | DSQ             |
| –       | 3       | 9    | Supun Viraj Randeniya   | Sri Lanka         | –     | DSQ             |

### Final
A prova final foi realizada no dia 12 de julho ás 20:20. 
| Posição           | Faixa | Atleta           | Nacionalidade  | Tempo | Notas                 |
| ----------------- | ----- | ---------------- | -------------- | ----- | --------------------- |
| Medalha de ouro   | 6     | Yordan O'Farrill | Cuba           | 13.18 | Recorde do campeonato |
| Medalha de prata  | 5     | Nicholas Hough   | Austrália      | 13.27 | Recorde da Oceania    |
| Medalha de bronze | 4     | Wilhem Belocian  | França         | 13.29 | NJR                   |
| 4                 | 7     | James Gladman    | Reino Unido    | 13.37 |                       |
| 5                 | 3     | Jussi Kanervo    | Finlândia      | 13.62 |                       |
| 6                 | 9     | Dondre Echols    | Estados Unidos | 13.71 |                       |
| 7                 | 8     | Shinya Tanaka    | Japão          | 13.72 |                       |
| 8                 | 2     | Pengfei Chu      | China          | 13.77 |                       |

Legenda
| Recorde mundial       | Recorde mundial (World record)               |                       | Recorde africano                      | Recorde africano (African) |                                           | Q | Classificado por posição (Qualified) |
| Recorde do campeonato | Recorde do campeonato (Championship record)  | Recorde da América    | Recorde da América (Americas)         | q                          | Classificado por melhor tempo (Qualified) |   |                                      |
| Melhor marca do ano   | Melhor marca do ano (World leading)          | Recorde asiático      | Recorde asiático (Asian)              | DNS                        | Não largou (Did not start)                |   |                                      |
| Recorde nacional      | Recorde nacional (National record)           | Recorde europeu       | Recorde europeu (European)            | DNF                        | Não terminou (Did not finish)             |   |                                      |
| Recorde pessoal       | Recorde pessoal do atleta (Personal best)    | Recorde da Oceania    | Recorde da Oceania (Oceania)          | DSQ / DQ                   | Desclassificado (Disqualified)            |   |                                      |
| Recorde da temporada  | Recorde da temporada do atleta (Season best) | Recorde sul-americano | Recorde sul-americano (South America) | NM                         | Sem marca (No mark)                       |   |                                      |